# 寺本容子
寺本 容子（てらもと ようこ、1969年12月21日 - ）は、日本の元アイドル。東京都出身。身長154cm。体重42kg。
1985年7月19日に『夕やけニャンニャン』のオーディションに合格し、おニャン子クラブの会員番号20番となる。
その美少女ぶりから人気が高まる中、学校との両立が難しかったこともあって、おニャン子クラブの活動を優先しようと学校を自主退学。しかし、おニャン子クラブでは学校とおニャン子としての活動を両立することが規定されており、それに違反した結果となったことで、同年9月におニャン子クラブより脱退させられた。そのような事情のためか、当時のおニャン子関連の本などには名前が乗せられることのない欠番扱いの一人となる。
『夕やけニャンニャン』の台本の会員名簿の画像を確認すると、9月10日には名前が記載されているが、翌9月11日には記載されていない。よって1985年9月10日が最終出演日と推察される。
その後、モデルとして活動し、1996年に結婚引退。